# Lissabons julgran
Lissabons julgran är en konstgjord julgran som reses i Lissabon, Portugal sedan 2004.
2005 upptogs den i Guinness rekordbok, som Europas högsta julgran. Höjden varierar med åren, 2007 var den 76 meter hög.
Julgranen restes första gången 2004 vid Comerciotoget. 2007 flyttade man till Porto, innan man 2008 återvände till Lissabon, denna gång i Edward VII-parken.
2007 tävlade man med julgranen i Bukarest, båda  76 meter höga, om vilken som egentligen var Europas högsta julgran. Lissabon vann dock 2009, då Bukarest inte reste någon julgran under detta år.

### Fotnoter
1. ↑  ”Europe's tallest Christmas tree”. Spluch (Spluch). 28 november 2006. http://spluch.blogspot.com/2006/11/europes-tallest-christmas-tree.html. Läst 5 januari 2010.
2. ↑  ”Europe’s Largest Christmas Tree Returns to Lisbon”. go lisbon. 14 november 2008. Arkiverad från originalet den 19 juli 2009. https://web.archive.org/web/20090719000721/http://www.golisbon.com/blog/2008/11/14/europes-largest-christmas-tree-returns-to-lisbon/. Läst 5 januari 2010.
3. ↑  ”Biggest Christmas tree in Europe”. Travbuddy. 10 december 2007. Arkiverad från originalet den 15 oktober 2010. https://web.archive.org/web/20101015225000/http://www.travbuddy.com/travel-blogs/21118/Biggest-Christmas-tree-Europe-1. Läst 5 januari 2010.
4. ↑  ”2009 Christmas Tree Index”. businessneweurope. 18 december 2009. Arkiverad från originalet den 20 juli 2011. http://archive.wikiwix.com/cache/20110720000000/http://businessneweurope.eu/story1908. Läst 5 januari 2010.